# Pješački otok
Pješački otok je uzdignuta ili na drugi način obilježena površina koja se nalazi na kolniku i koja je određena za privremeno zadržavanje pješaka koji prelaze preko kolnika, izlaze ili ulaze u vozilo, ulaze ili izlaze iz vozila javnog prometa.